# Elaphoglossum leporinum
Elaphoglossum leporinum là một loài thực vật có mạch trong họ Lomariopsidaceae. Loài này được L.D. Gómez mô tả khoa học đầu tiên năm 1972.